# 烏羅扎伊涅 (頓內茨克州)
乌罗扎伊涅（羅馬化：Urozhaine），又按俄语名译为乌罗扎伊诺耶（羅馬化：Urozhaynoye），是乌克兰顿涅茨克州沃尔诺瓦哈区大諾沃西爾卡市鎮的乡村居民点，2001年人口大约1000人。
在2022年俄罗斯入侵乌克兰期间，俄罗斯军队占领该地，2023年烏克蘭反攻期间该地爆发激烈战斗。8月16日，乌克兰宣布收复该地。
2024年5月15日，俄罗斯武装部队再次占领乌罗扎伊涅。